# Charlie Aitken (Fußballspieler, 1942)
Charles „Charlie“ Alexander Aitken (* 5. Januar 1942 in Edinburgh; † vor dem 30. Oktober 2023) war ein schottischer Fußballspieler auf der Position eines Abwehrspielers. Die meiste Zeit seiner aktiven Karriere als Fußballspieler verbrachte er bei Aston Villa, bei denen er den Klubrekord für die meisten Pflichtspieleinsätze hält.

## Karriere
Aitken spielte von August 1959 bis Mai 1976 17 Spielzeiten für Aston Villa und hält bis heute den Vereinsrekord für die meisten Einsätze. Dabei weist er 561 Ligaeinsätze sowie 14 Ligatreffer auf. Zählt man seine FA-Cup-, League-Cup- und UEFA-Cup-Einsätze auch noch dazu, kam Aitken auf eine Bilanz von insgesamt 659 absolvierten Pflichtspielen für Aston Villa, sowie 16 Tore. In den letzten zwei Jahren seiner Profikarriere spielte er in der North American Soccer League für die New York Cosmos.
Im Oktober 2023 starb Aitken im Alter von 81 Jahren.